# 莱西斯特尔和比里
莱西斯特尔和比里（法語：Les Istres-et-Bury，法語發音：[le.z‿istʁ e byʁi]）是法国马恩省的一个市镇，属于埃佩尔奈区。

## 地理
莱西斯特尔和比里（48°59'6"N, 4°5'25"E）面积5.15 平方千米，位于法国大東部大區马恩省，该省份为法国东北部内陆省份，北起阿登省，西北接埃纳省，西南接塞纳-马恩省，南至奥布省，东南接上马恩省，东临默兹省。
与莱西斯特尔和比里接壤的市镇（或旧市镇、城区）包括：阿蒂斯、弗拉维尼、普利沃、波康西、圣马尔莱鲁菲。

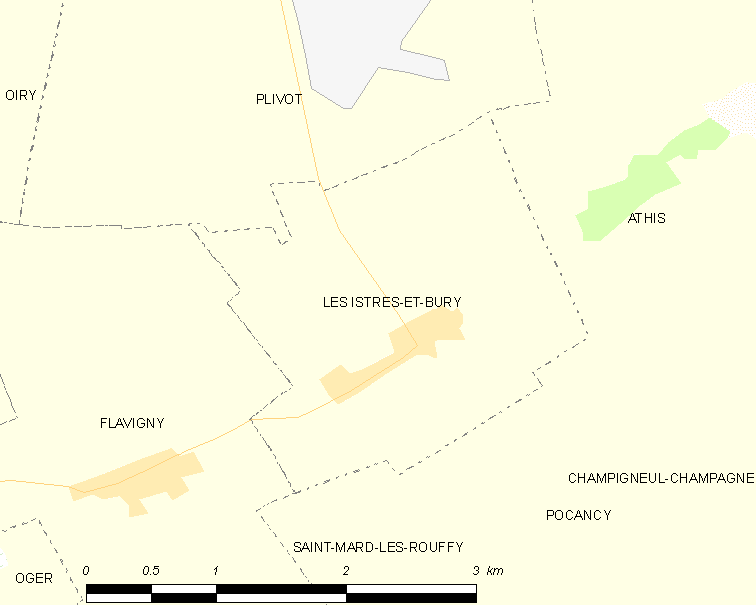
莱西斯特尔和比里的OSM定位图

莱西斯特尔和比里的时区为UTC+01:00、UTC+02:00（夏令时）。

## 行政
莱西斯特尔和比里的邮政编码为51190，INSEE市镇编码为51302。

## 政治
莱西斯特尔和比里所属的省级选区为埃佩尔奈第二县。

## 人口

1962-2008年间莱西斯特尔和比里人口变化图示

莱西斯特尔和比里于2022年1月1日时的人口数量为90人。